# Thymoites maderae
Thymoites maderae là một loài nhện trong họ Theridiidae.
Loài này thuộc chi Thymoites. Thymoites maderae được Willis J. Gertsch & Archer miêu tả năm 1942.